# George Chauncey

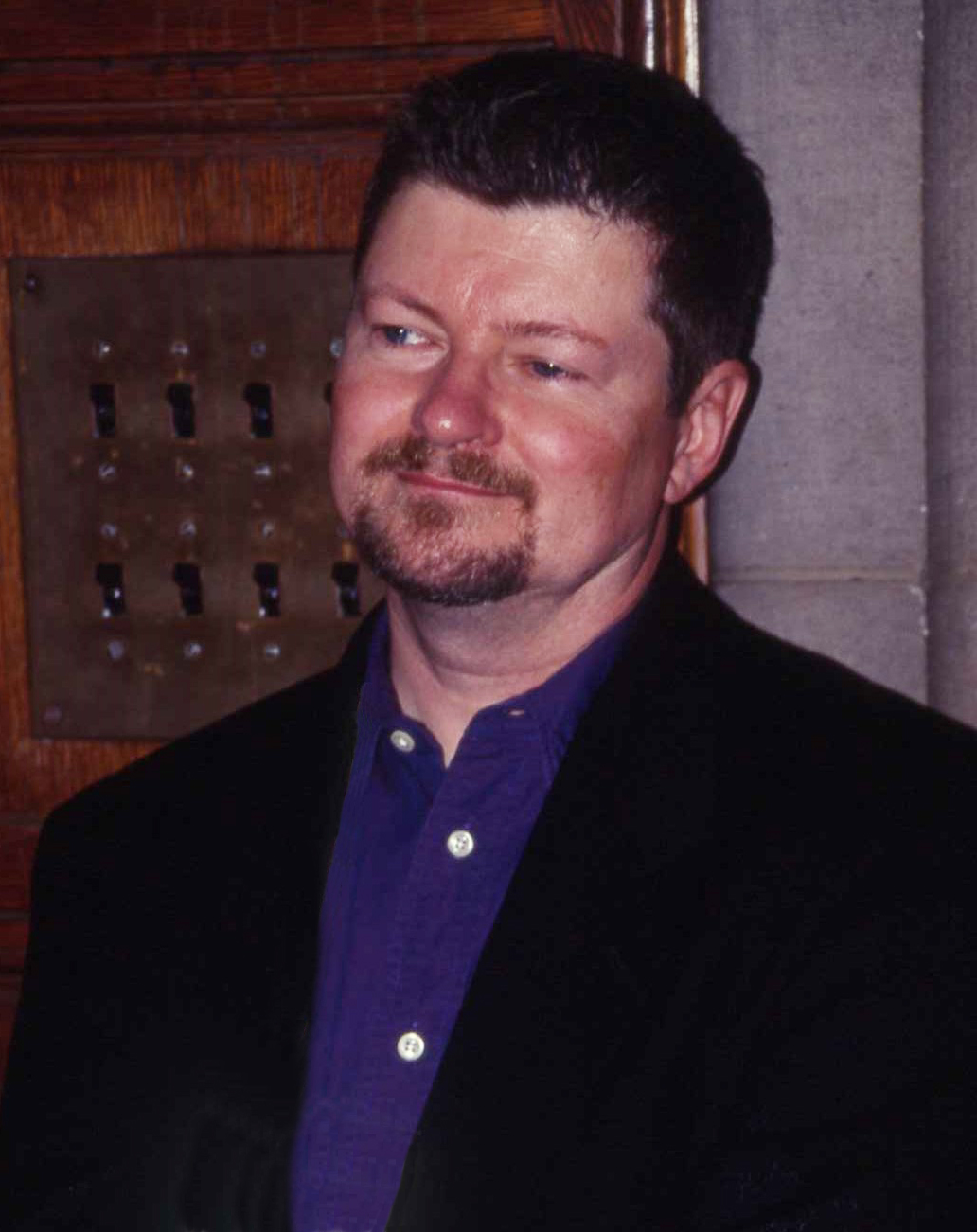
Chauncey im Jahr 2000

George Chauncey (* 1954) ist ein US-amerikanischer Historiker.
Nach seiner Schulausbildung studierte Chauncey Geschichte an der Universität in Yale und erhielt 1989 seinen Ph.D. Von 1991 bis 2006 unterrichtete er im Fachbereich Geschichte an der University of Chicago. 2006 wechselte er an die Yale University als Professor für US-amerikanische Geschichte des 20. Jahrhunderts sowie Geschichte der Lesben und Schwulen. Seit 2017 lehrt er an der Columbia University.
Sein  Hauptwerk Gay New York wurde unter anderem mit dem Los Angeles Times Book Prize ausgezeichnet. „Unglaublich viel“, schrieb Didier Eribon, verdanke er Chaunceys „bewegendem Buch“.

## Publikationen
- Why Marriage? The History Shaping Today’s Debate Over Gay Equality (2004)
- Gay New York. Gender, Urban Culture, and the Making of the Gay Male World, 1890–1940 (1994, aktualisierte Auflage 2019)

## Auszeichnungen und Preise (Auswahl)
- 1995: Lambda Literary Award: Gay men’s studies: Gay New York (Basic Books)
- 1994: Los Angeles Times Book Prize
- 2022: Kluge-Preis